# Frontière entre l'Arizona et la Californie
La frontière entre la Californie et l'Arizona est une frontière intérieure des États-Unis délimitant les territoires de la Californie à l'ouest et le Arizona à l'est.
Celle-ci suit le tracé du fleuve Colorado depuis le 35e parallèle nord jusqu'à la frontière internationale américano-mexicaine.

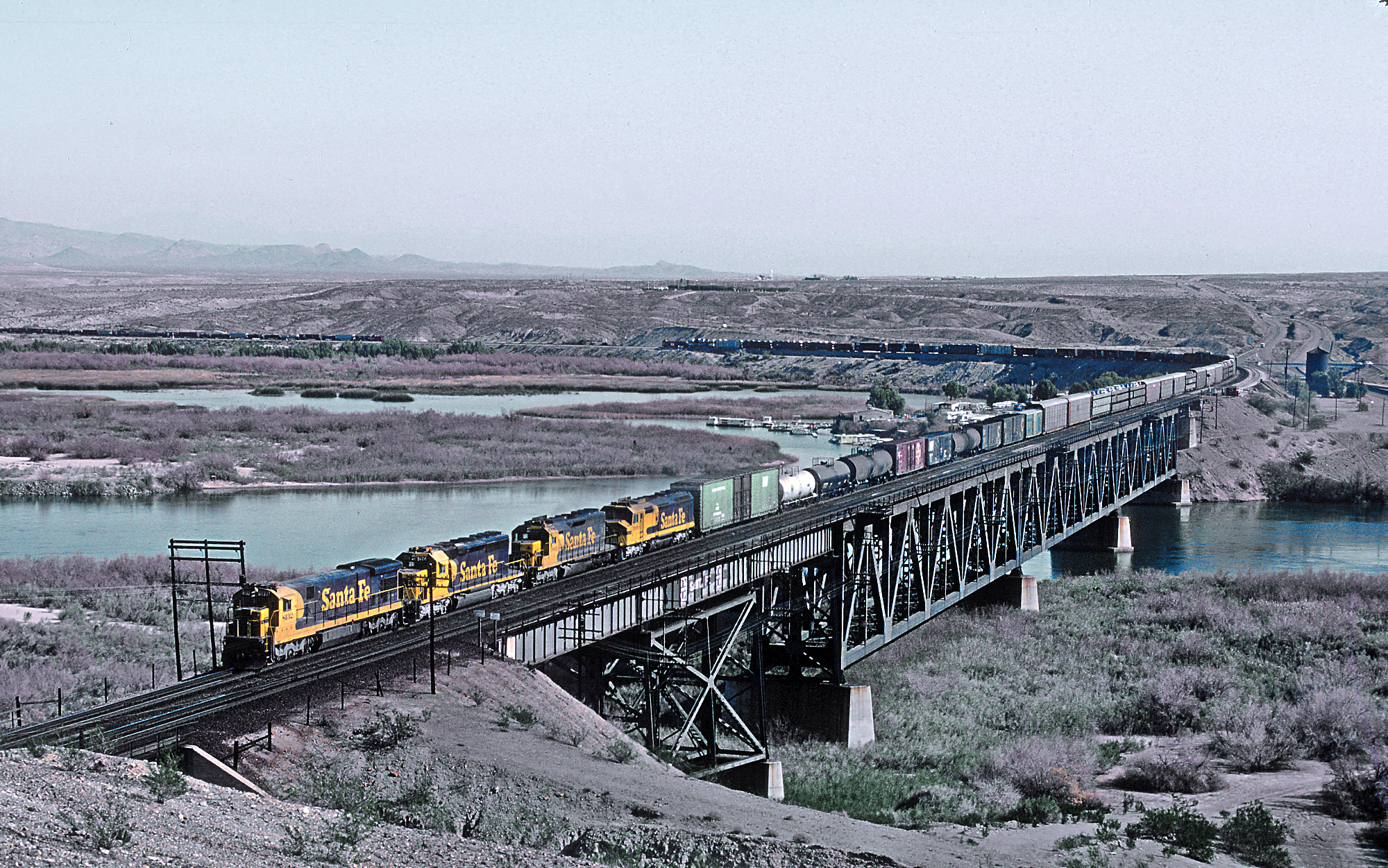
Pont ferroviaire sur le Colorado, qui marque la frontière entre l'Arizona et la Californie.